# L'Impossible Amour (film, 1945)
Pour les articles homonymes, voir L'Impossible Amour et Between Two Women.
Pour plus de détails, voir Fiche technique et Distribution.
L'Impossible Amour (Between Two Women) est un film américain en noir et blanc réalisé par Willis Goldbeck, sorti en 1945.

## Synopsis
Le Dr Red Adams repousse les avances romantiques de l'assistante sociale Ruth Edley, belle et blonde mondaine qui parviendra toutefois à ses fins. Un soir après son spectacle, une jolie chanteuse de boîte de nuit, Edna, s'effondre subitement ; elle ne comprend pas pourquoi elle ne peut plus manger. Red découvre que la cause en est une obsession subconsciente. Par ailleurs, Sally la standardiste est atteinte de la maladie de Bright et refuse de laisser quelqu'un d'autre que Red opérer son rein malade.

## Fiche technique
- Titre original : Between Two Women
- Titre français : L'Impossible Amour
- Réalisation : Willis Goldbeck
- Scénario : Max Brand (roman), Harry Ruskin
- Photographie : Harold Rosson
- Montage : Adrienne Fazan
- Musique : David Snell
- Production : Carey Wilson
- Société de production : Bing Crosby Productions
- Société de distribution : Metro-Goldwyn-Mayer
- Pays de production :  États-Unis
- Langue originale : anglais américain
- Format : noir et blanc — 35 mm — 1,37:1 — son : mono (Western Electric Sound System)
- Genre : comédie dramatique, drame hospitalier
- Durée : 83 minutes
- Dates de sortie : 
  - États-Unis : 28 mars 1945
  - France : 25 novembre 1955

## Distribution
- Van Johnson : Dr Randall « Red » Adams
- Lionel Barrymore : Dr Leonard B. Gillespie
- Marilyn Maxwell : Ruth Edley
- Gloria DeHaven : Edna
- Keenan Wynn : Tobey
- Keye Luke : Dr Lee Wong How, alias « Dr Lee »
- Alma Kruger : l'infirmière Molly Byrd
- Walter Kingsford : Dr Walter Carew
- Marie Blake : Sally
- Nell Craig : l'infirmière « Nosey » Parker
- Shirley Patterson : l'infirmière Thorsen
- Edna Holland : l'infirmière Morgan
- Lorraine Miller : Marion
- Eddie Acuff : Orderly

## Autour du film
Il s'agit du cinquième des six films hospitaliers que compte la série docteur Gillespie, produite par la MGM :
- 1942 : Calling Dr. Gillespie
- 1942 : Dr. Gillespie's New Assistant
- 1943 : Dr. Gillespie's Criminal Case
- 1944 : Trois Hommes en blanc (Three Men in White)
- 1945 : L'Impossible Amour (Between Two Women)
- 1947 : Dark Delusion